# Spring (film)
Pour les articles homonymes, voir Spring.
Pour plus de détails, voir Fiche technique et Distribution.
Spring est un film d'horreur romantique américain produit et réalisé par Justin Benson et Aaron Moorhead, sorti en 2014.

## Synopsis
Evan, un jeune américain est meurtri par la disparition de sa mère, morte d'un cancer et par la perte de son travail de cuisinier, le jour suivant. Il fuit son pays pour s'installer en Italie, où il rencontre une jeune femme cachant un sombre secret.

## Fiche technique
Sauf indication contraire, les informations mentionnées dans cette section peuvent être confirmées par la base de données cinématographiques IMDb,  présente dans la section « Liens externes ».
- Titre original : Spring
- Réalisation : Justin Benson et Aaron Moorhead
- Scénario : Justin Benson
- Direction artistique : Fabrizio D'Arpino, Melissa Lyon
- Costumes : Veronica Lopez, Laura Cristina Ortiz
- Photographie : Aaron Moorhead
- Son : Yahel Dooley
- Montage : Justin Benson, Michael Felker, Aaron Moorhead, Giulio Tiberti
- Musique : Jimmy LaValle
- Production : Justin Benson, David Clarke Lawson Jr, Luca Legnani, Aaron Moorhead
- Société de production : XYZ Films
- Sociétés de distribution : XYZ Films, Drafthouse Films
- Pays d'origine :  États-Unis
- Langues : Anglais, italien
- Format : couleur - 2,35:1 - DTS / Dolby Digital / SDDS - 35 mm
- Genre : horreur romantique ; science-fiction
- Durée : 109 minutes
- Dates de sortie :
  - États-Unis : 14 novembre 2014 (Three Rivers Film Festival) ; 20 mars (sortie nationale)
  - France : 22 novembre 2014 (Paris International Fantastic Film Festival)

## Distribution
- Lou Taylor Pucci : Evan Rusell
- Nadia Hilker : Louise
- Francesco Carnelutti : Angelo
- Nick Nevern : Thomas
- Chris Palko : Bancroft Dawson
- Jonathan Silvestri : Sam
- Jeremy Gardner : Tommy
- Vinny Curran : Mike
- Holly Hawkins : Nicole Russell, la mère d'Evan
- Augie Duke : Jackie
- Vanessa Bednar : Gail
- Shane Brady : Brad

## Distinctions

### Récompenses
- Festival international du film fantastique d'Austin 2014 : « US premieres » - Prix « Next Wave » du meilleur acteur pour Lou Taylor Pucci
- Paris International Fantastic Film Festival 2014 : « Compétition » — Prix « Œil d'or » du meilleur film
- Festival international du film de Palm Springs 2015 : « After Dark, Breaking Waves » — Prix « Directors to Watch »[1]
- Festival Hallucinations collectives 2015 : Prix Petit Bulletin

### Nominations
- Festival international du film de Toronto 2014 : « Vanguard »[2]
- Festival du film de Londres 2014 : « Cult Gala »[3]
- Festival international du film d'horreur de Sheffield 2014 (Celluloid Screams) : « Feature Films »
- Festival international du film de Pittsburgh - Three Rivers Film Festival 2014 : « Films » — Meilleur film indépendant d'Amérique du Nord
- Paris International Fantastic Film Festival 2014 : « Compétition » — Prix « Ciné+ Frisson » du meilleur film
- Festival du film Nuits noires de Tallinn 2014 : « Põhja-Ameerika konkurss »[4]